# SPG Kalina
SPG Kalina (пол. Specjalne Podwozie Gąsiennicowe; SPG. гусеничне шасі спеціального призначення; «Калина» — польською «калина») — важкий багатоцільовий бронетранспортер, розроблений компанією OBRUM (OBRUM означає Ośrodek Badawczo-Rozwojowy Urządzeń Mechanicznych — польською для Центру досліджень і розвитку механічних пристроїв) і виробляється компанією Bumar Łabędy — частина польського військового консорціуму — Bumar Group. САУ є розробкою спільного транспортника Польщі, Радянського Союзу та Східної Німеччини під назвою MT-S, розробленого наприкінці 1980-х років.

## Варіанти

### N-21
РЛС Н-21 — тривимірна РЛС, призначена для виявлення цілей на малих висотах (до 5 км) на дальності до 100 км. Радар розроблений польською компанією Radwar. РЛС використовує неброньовану машину СПГ-1.

### SUMKalina
(SUM для Samobieżny Ustawiacz Min — літ. Самохідний мінний загороджувач) — гусеничний мінний загороджувач, розроблений на базі СПГ-1М спеціально для швидкого встановлення надводних і підземних протитанкових мін. Екіпаж мінного загороджувача СУМ складається з двох осіб. Система мінування розташована в задній частині машини, причому міни автоматично подаються в систему з двох магазинів, що знаходяться в броньованій надбудові; кожен магазин вміщує до 125 протитанкових мін типу ТМ-62М або ТМ-62М Wierzba. Шахтні магазини поповнюються або замінюються за допомогою крана K10, встановленого в задній частині автомобіля, який має вантажопідйомність 2800 кг. Мінні магазини також можна перезавантажувати вручну, коли магазини знаходяться всередині автомобіля. Спостереження за процесом укладання можна здійснювати за допомогою встановленої ззаду відеокамери, підключеної до екрана моніторингу всередині автомобіля. Екран моніторингу розташований над пультом управління, який використовується для керування операціями мінування. Передбачено роботу в умовах NBC за допомогою системи фільтрації повітря та детектора GO-27 або Tafios польського виробництва. При закладанні мін машина може рухатися зі швидкістю від 6 до 10 км/год. При постановці поверхневих мін діапазон швидкостей від 6 до 20 км/год. У воду можна закладати міни до 900 мм глибиною зі швидкістю 6 км/год. Машина озброєна 12.7 мм кулемет NSW; Також передбачені димові гранатомети 902А.

### BWP-2000
Бойова машина піхоти на базі СПГ-1М. Корпус автомобіля виготовлений повністю зі зварної сталі. Він захищає автомобіль від снарядів APFSDS-T потужністю до 35 мм калібру над лобовою дугою. Дах і борти захищають його від 12.7 мм снаряди, випущені з відстані 100 м. Інші частини броні захищають його від 7,62 мм обертається з будь-якої відстані та кута. І корпус, і вежа можуть бути оснащені додатковою пасивною динамічною бронею. Водій має цільну кришку люка, яка піднімається і відкривається вправо (як у BWP-1). Перед люком водія розташований ширококутний перископ, який можна замінити пасивним приладом нічного бачення для використання в нічних умовах. Блок живлення має решітки для входу/виходу повітря на даху та випускний отвір з правого боку. Баштою є італійська Oto Melara T60/70A, яка зазвичай озброєна стабілізованою 60 мм нарізна автоматична гармата калібру 7,62 спарений кулемет калібру 12,7 мм мм зенітний великокаліберний кулемет. Усередині вежі розташовані місця як навідника, так і командира. 60 мм автоматична гармата може бути замінена різноманітними гарматами від 25 автоматичні гармати до 105 мм мм гармати. Башта оснащена двома кластерами з чотирьох димових гранатометів з електроприводом з кожного боку. Десантне відділення може перевозити до восьми повністю екіпірованих солдатів. Як і в BWP-1, війська входять і виходять з транспортного засобу через задню частину транспортного засобу, але в BWP-2000 вони роблять це через рампу з електроприводом. Було виготовлено два прототипи, і в 1997 році один з них був оснащений повністю розробленою та випробуваною італійською вежею Oto Melara T60/70A. Ця вежа була розроблена як приватне підприємство Ото Меларою, і вона залишилася на стадії прототипу. Початок виробництва польської БМП BWP-2000 для польської армії не планується.

### Краб
155-мм гаубиця на шасі UPG. UPG (UPG для Uniwersalne Podwozie Gąsiennicowe — літ. Універсальне гусеничне шасі) — важкий БТР, який використовує технології САУ «Калина» та PT-91 Twardy.